# Sumire Niikura
Sumire Niikura (jap. 新倉すみれ Niikura Sumire; ur. 15 marca 2003) – japońska zapaśniczka walcząca w stylu wolnym. Srebrna medalistka mistrzostw Azji w 2022 i 2023. Trzecia na MŚ U-23 w 2022 roku.